# 묵조선
묵조선(默照禪)은 묵묵히 앉아 있는 곳에 스스로 깨달음이 나타난다는 선풍(禪風)을 가리킨다. 남송(南宋: 1127~1279) 초기에 조동종(曹洞宗)의 굉지정각(宏智正覺: 1091~1157)이 주창하였다. 묵(默)은 말이 없고 담연적정(湛然寂靜)한 불심(佛心)의 체(體: 本質), 조(照)는 조용(照用)으로서 영묘불매(靈妙不昧)한 불심의 용(用: 作用)을 말한다.

## 묵조선과 간화선
당나라 때의 선가오종은 12세기 송나라 때에 와서는 법안종, 운문종, 위앙종이 모두 임제종에 흡수되어, 선가오종 중 최초로 성립한 소림사의 조동종과 최대종파인 임제종 둘만이 남았다. 그 양대파벌은 명상법에 대해 상대방을 크게 비판하였다. 소림사의 조동종은 석가모니가 만든 전통의 수식관(數息觀)을 중심으로 한 묵조선을 주장했으나, 최대종파인 임제종에서는 석가모니와는 다른 새로운 명상법인 간화선을 개발했다.
묵조선의 호칭은, 대혜종고(大慧: 1089~1163)가 굉지(宏智: 1091~1157)의 선풍을 지나치게 묵념부동(默念不動)에만 그쳐 활발한 선기(禪機)를 잃고 있다고 평파(評破)한 데서 온 말이다. 굉지는 이에 대해서, 묵조(默照) 두글자를 가지고 정전(正傳)의 종풍(宗風)을 선양하고 《묵조명(默照銘)》 1편을 만들었으며, 묵좌(默坐)하는 것만이 혜(慧)의 작용을 활발히 하고 깨달음에 이르는 정도(正道)라 하였다. 그리고 대혜종고의 선(禪)을 공안에 구애(拘碍)받아 맹봉난갈(盲棒亂喝)을 휘둘러 득의만만(得意滿滿)하는 간화선(看話禪)이라고 맹렬히 반격하여, 이로부터 묵조선 · 간화선의 병칭(倂稱)이 생기게 되었다.
양자의 논란(論亂)은 서로 상대를 멸시하는 입장에서 비롯된 것인데, 얼핏 보기에는 대립적인 것으로 보이나 본래(本來)의 입장에서 본다면 양자는 모두 동일한 선상(禪上)에서 일어난 선풍(禪風)의 차일 뿐, 철저하게 따져 나가면 모두 같은 곳에 귀일(歸一)하는 것이다.

## 같이 보기
- 선종
- 간화선

## 참고 문헌
- 이 문서에는 다음커뮤니케이션(현 카카오)에서 GFDL 또는 CC-SA 라이선스로 배포한 글로벌 세계대백과사전의 내용을 기초로 작성된 글이 포함되어 있습니다.